# Pedro Páez (jésuite)
Compléments
Páez est le premier européen à être arrivé aux sources du Nil bleu
Pedro Páez (ou Pedro Páez Jaramillo), né en 1564 à Olmeda de la Cebolla (Espagne) et décédé le 20 mai 1622 à Gorgora (aujourd’hui Gondar) en Éthiopie, était un prêtre jésuite espagnol, missionnaire en Éthiopie et écrivain. Proche confident du négus Susneyos d'Éthiopie, il est le premier Européen à être arrivé aux sources du Nil bleu.

## Biographie

### Formation et premières années
Entré au noviciat de la Compagnie de Jésus en 1582 il passe ses premières années de formation spirituelle et d’études à l’Université d'Alcalá de Henares. Il étudie la philosophie à Belmonte (Cuenca) et demande à être envoyé aux missions. Son cousin Estéban Páez est provincial des jésuites du Pérou.
Páez quitte Lisbonne et l’Europe pour l’Inde le 6 avril 1587. À peine arrivé à Goa, et avant d’avoir terminé ses études de théologie, il est ordonné prêtre (janvier 1589) car, le 2 février 1589 il quitte Goa pour accompagner Antonio Monserrate, ancien missionnaire à la cour d’Akbar, qui est envoyé  en Éthiopie y rétablir les contacts et relancer le travail missionnaire. Après la mort de l’évêque Andrés de Oviedo, Francisco Lopes, âgé de 72 ans, y était resté comme seul missionnaire.

### Premier voyage: sept ans de captivité
Le voyage est extrêmement risqué. Tous les ports d’Arabie et de la côte orientale d’Afrique sont contrôlés par les Arabes et Turcs. Aucun européen n’y est autorisé. Aidés par des chrétiens orientaux, les deux missionnaires poursuivent leur voyage déguisés en marchands arméniens. D’abord de Goa à Diu, puis de Diu vers les ports d’Arabie.
Aux environs de la Noël 1589, à la hauteur du Dhofar (Oman), Páez et Monserrate – probablement trahis - sont arrêtés et fait prisonniers. Ils passent sept années en captivité, en grande partie à Sanaa (Yémen), mais également sur les pistes de l’Hadramaout et du Rub al-Khali conduits d’une citadelle à une autre. Leur instruction – Páez met à profit ce temps de captivité pour étudier l’arabe -  et leur esprit religieux font qu’ils sont quelque peu respectés même si, en fait, réduits en esclavage.
Comme aucun paiement de rançon n'arrive de Goa, leurs conditions de vie se détériorent. Finalement, ils sont envoyés aux galères. Ils passent plusieurs mois dans les galères turques avant d’être ramenés à Moka, où ils sont sans doute les premiers européens à gouter une boisson qui s’appelle ‘café’. Ils y passent encore un an avant d’être rachetés par l’intervention du roi d’Espagne qui paie la rançon (1595) de ses propres revenus. Páez et Monserrate sont libérés et rentrent à Goa (novembre 1596), bronzés, mais malades et épuisés…

### Mission en Abyssinie (Éthiopie)
De retour à Goa, Páez œuvre quelque temps à Salcete (Goa) et Diu mais le projet éthiopien n’est pas abandonné. Bien qu’il ait appris la mort par exécution d’un confrère jésuite, Abraham de Georgiis, à Massawa, Páez repart pour l’Éthiopie en mars 1603, de nouveau déguisé en marchand arménien. Il arrive sans encombre à Massawa en avril. En mai, il arrive enfin à Fremona (Éthiopie), d’où avaient été bannis les jésuites en 1595.
En attendant d’être reçu par le négus Za-Denghel, il étudie l’amharique, langue de la cour, et le ge'ez, langue liturgique de l’Église copte d’Abyssinie. Il commence une traduction du catéchisme. Reçu à la cour en avril 1604, Páez fait forte impression : non seulement il connaît la langue mais il est distingué, courtois et respectueux des coutumes locales. Il gagne la confiance de Za-Denghel comme de son neveu et successeur Jacob et surtout de Susneyos (Seltan Sagad) qui, à la fin d’une guerre civile de trois ans accède au trône (mars 1607).
En 1612, le frère de Susneyos, Se'ela Kristos, ras du Gojjam, se convertit au catholicisme. En 1618, Sousnéyos accorde aux Jésuites le droit de construire une église en pierre, puis il se convertit en 1621, ainsi sans doute que sa cour et les habitants de son camp, sans cependant exclure les religieux orthodoxes. En 1622, Sousneyos demande au pape Grégoire XV de lui envoyer un patriarche pour remplacer l’Abouna qui est nommé par le patriarche de l’Église copte d'Égypte. Le choix, et envoi, du rigide Afonso Mendes (1579-1656) comme patriarche, est une grave erreur.

### Développement de la mission
Officiellement, Páez a charge pastorale de la communauté portugaise, mais son ascendant sur le négus lui permet d’intervenir avec autorité dans les débats religieux avec les moines coptes, le clergé et les érudits de la cour : souvent la discussion tourne autour de la «nature» du Christ, à propos de laquelle un désaccord théologique sépare les églises chrétiennes dites monophysites de l'Église de Rome.
Le charme personnel de Páez lui gagne de nombreux amis à la cour (installée à Dancaz) où, à la demande insistante du négus, il réside de manière quasi permanente. Il l’accompagne dans ses voyages et expéditions militaires. Durant un de ces voyages, l’empereur le conduit aux sources du Nil bleu. Sans en faire un motif de fierté personnelle, il relate simplement dans son ‘Histoire de l’Éthiopie’ que le 21 avril 1618 il arrive à la source du grand fleuve, avec Susneyos et son armée : «J’avoue ma joie, à avoir devant les yeux ce que dans les temps anciens Cyrus et son fils Cambyse, comme Alexandre le Grand et Jules César, ont tant désiré voir et connaître. »
Páez est également homme de sciences, maître bâtisseur, autant que charpentier et forgeron. Il construit un palais pour l'empereur, et une église à Gorgora au nord du lac Tana (aujourd’hui Gondar), où le négus accorde un terrain pour la mission jésuite. L’église est consacrée le 16 janvier 1621. Le style architectural introduit par Páez influencera la construction des églises éthiopiennes coptes durant le XVIIe siècle.

### Écrivain
Dans les dernières années de sa vie, il compose, à la demande du Supérieur général Muzio Vitelleschi, une Histoire de l’Éthiopie (couvrant les années de 1555 à 1622) pour fournir aux Européens des informations fiables sur ce royaume africain et chrétien. Pillé par d’autres, le manuscrit  de Páez ne sera publié qu’en 1905 comme 2e et 3e volume du monumental (16 volumes) Rerum Aethiopicarum Scriptores occidentales de Camillo Beccari. Dans ce livre il décrit entre autres les sources du Nil, qu’il est le premier européen à découvrir (le 21 avril 1618).

### Mort et postérité
Pedro Páez meurt le 20 mai 1622, à Gorgora (Gondar) en terre éthiopienne. À sa mort, le négus Susneyos écrivit au provincial de Goa, Luís Cardoso : « quand bien même ce document  serait aussi large que le ciel, il ne suffirait pas à décrire le fruits de ses travaux, de son enseignement et de la renommée de ses vertus » (11 décembre 1623). Pietro Tacchi Venturi, historien italien, compare le travail apostolique de Páez en Éthiopie à celui de Matteo Ricci en Chine.
Après sa mort, en 1632, Sousenyos est contraint d'abdiquer en faveur de son fils, Fasiladas, qui rétablit l'orthodoxie comme religion d'État, interdit les autres formes de christianisme et expulse les Jésuites d'Ethiopie .

### Écrits
- Historia Aethiopiae (2e et 3e volume de Beccari: Rerum Aethiopicarum...).
- Historia da Etiopia (3 vol.) Porto, 1945 (rééd. critique en portugais, História da Etiópia, Isabel Boavida, Hervé Pennec et Manuel João Ramos (éds), Lisbonne, Assírio & Alvim, 2008, 877 p.; édité en anglais Pedro Paez’s History of Ethiopia, 1622, traduit par Christopher Tribe, Hakluyt Society (3rd Series, 23-24), Ashgate, 2011,  (ISBN 978-1-4094-3528-0)).